# Ceroplastes myricae
Ceroplastes myricae är en insektsart som först beskrevs av Carl von Linné 1767.  Ceroplastes myricae ingår i släktet Ceroplastes och familjen skålsköldlöss. Inga underarter finns listade i Catalogue of Life.